# Luca Wackermann
Luca Wackermann (Rho, Italia, 13 de marzo de 1992) es un ciclista profesional italiano que desde 2012 hasta 2021 compitió en la modalidad e ruta y desde 2022 lo hace en la de montaña.
En 2012 se integró al equipo Lampre como aprendiz donde estuvo hasta 2014. Al año siguiente fichó por el equipo Neri Sottoli.

## Palmarés
2016
- Tour de Orán, más 2 etapas
- Tour de Blida, más 2 etapas
- Tour de Annaba, más 1 etapa
- 1 etapa del Tour de Azerbaiyán

2018
- 1 etapa del Tour de Limousin[2]

2020
- Tour de Limousin, más 1 etapa

## Resultados en Grandes Vueltas
| Carrera | Carrera         | 2013 | 2014 | 2015 | 2016 | 2017 | 2018 | 2019 | 2020 | 2021 |
| ------- | --------------- | ---- | ---- | ---- | ---- | ---- | ---- | ---- | ---- | ---- |
|         | Giro de Italia  | —    | —    | —    | —    | —    | —    | —    | Ab.  | —    |
|         | Tour de Francia | —    | —    | —    | —    | —    | —    | —    | —    | —    |
|         | Vuelta a España | —    | —    | —    | —    | —    | —    | —    | —    | —    |

—: no participa

Ab.: abandono

## Equipos
- Lampre (2012-2014)
  - Lampre-ISD (2012)[3]
  - Lampre-Merida (2013-2014)
- Neri Sottoli (2015)
- Al Nasr-Dubai (2016)
- Bardiani CSF (2017-07.2019)
- Vini Zabù-KTM[4] (2020)
- EOLO-KOMETA Cycling Team[5] (2021)